# Sincosita
La sincosita és un mineral de la classe dels fosfats. Rep el nom de la localitat de Sincos, al Perú, la seva localitat tipus.

## Característiques
La sincosita és un fosfat de fórmula química Ca(VO)₂(PO₄)₂(H₂O)₃·H₂O. Es tracta d'una espècie aprovada per l'Associació Mineralògica Internacional, i publicada per primera vegada el 1922. La seva duresa a l'escala de Mohs es troba entre 1 i 2.
Segons la classificació de Nickel-Strunz, la sincosita pertany a «02.CJ: Fosfats sense anions addicionals, amb H₂O, només amb cations de mida gran» juntament amb els següents minerals: estercorita, mundrabil·laïta, swaknoïta, nabafita, nastrofita, haidingerita, vladimirita, ferrarisita, machatschkiïta, faunouxita, rauenthalita, brockita, grayita, rabdofana-(Ce), rabdofana-(La), rabdofana-(Nd), tristramita, smirnovskita, ardealita, brushita, churchita-(Y), farmacolita, churchita-(Nd), mcnearita, dorfmanita, bariosincosita, catalanoïta, guerinita i ningyoïta.
Les mostres que van servir per a determinar l'espècie, el que es coneix com a material tipus, es troben conservades a l'Escola Nacional de Mines de París (França), a la Universitat Harvard de Cambridge (Massachusetts), amb els números de catàleg: 99139 i 101699, i al Museu Nacional d'Història Natural, l'Smithsonian, situat a Washington DC (Estats Units), amb el número de registre: #95096.

## Formació i jaciments
Va ser descoberta a la localitat de Sincos, situada al districte de Sincos de la província de Jauja (Departament de Junín, Perú). També ha estat descrita a Alemanya i als Estats Units, concretament als estats d'Arkansas, Nevada, Idaho, Dakota del Sud i Nou Mèxic.